# Alliance (Nebraska)
Alliance és una població dels Estats Units a l'estat de Nebraska. Segons el cens del 2000 tenia 8.959 habitants.

## Demografia
Segons el cens del 2000, Alliance tenia 8.959 habitants, 3.565 habitatges, i 2.392 famílies. La densitat de població era de 725,2 habitants per km².
Dels 3.565 habitatges en un 36% hi vivien nens de menys de 18 anys, en un 54,8% hi vivien parelles casades, en un 9,4% dones solteres, i en un 32,9% no eren unitats familiars. En el 29,5% dels habitatges hi vivien persones soles l'11,7% de les quals corresponia a persones de 65 anys o més que vivien soles. El nombre mitjà de persones vivint en cada habitatge era de 2,46 i el nombre mitjà de persones que vivien en cada família era de 3,06.
Per edats la població es repartia de la següent manera: un 28,1% tenia menys de 18 anys, un 8% entre 18 i 24, un 27,1% entre 25 i 44, un 22,4% de 45 a 60 i un 14,4% 65 anys o més.
L'edat mediana era de 37 anys. Per cada 100 dones de 18 o més anys hi havia 91,8 homes.
La renda mediana per habitatge era de 39.408 $ i la renda mediana per família de 47.766 $. Els homes tenien una renda mediana de 39.122 $ mentre que les dones 22.561 $. La renda per capita de la població era de 18.584 $. Aproximadament el 10,6% de les famílies i l'11,2% de la població estaven per davall del llindar de pobresa.

## Poblacions més properes
El següent diagrama mostra les poblacions més properes.